# Супербоул II
Супербоул II (англ. Super Bowl II) — решающая игра в сезоне 1967 года между командами Национальной футбольной лиги «Грин-Бей Пэкерс» и Американской футбольной лиги «Окленд Рэйдерс».
Игра прошла 14 января 1968 года на стадионе «Оранж Боул» в городе Майами (штат Флорида), в присутствии 75546 зрителей.
Победу в матче одержала команда «Грин-Бей Пэкерс» со счётом 33:14. Самым ценным игроком был признан квотербек «Грин Бэй» Барт Старр.

## Перед игрой
Майами получил право проводить Супербоул, 25 мая 1967 года, примерно за семь с половиной месяцев до игры. Эксперты были уверены в победе Грин-Бэй. «Пэкерс» руководил Винс Ломбарди, а также они победили в первом Супербоуле. Это первый Супербоул, на котором стойки ворот были Y-образой формы, а не как в регби.

## Путь к финалу
Грин-Бей Пэкерс (Национальная Футбольная Лига)
Для Грин-Бэй это была вторая игра АФЛ-НФЛ. В прошлом году они победили Канзас. Их раннинбеки, что играли в прошлом году, покинули команду, а новые травмировались. Это заставило Винса Ломбарди использовать резервных игроков. Квотербек команды, Барт Старр пропустил 4 игры регулярного сезона, а закончил его с ужасной статистикой: 17 перехватов на 9 тачдаунов. Два ресивера набрали, в сумме, полторы тысячи ядов на приеме. Игрок специальной команды, возвращающий, набрал 749 ярдов возвратом и сделал 4 тачдауна. Защита пропустила только 209 очков. В плей-офф, Грин-Бэй обыграл Лос-Анджелес Рэмс со счетом 28-7. Затем они победили Даллас Ковбойз 21-17. Эта игра известна как Ледяной Боул, (англ. Ice Bowl) потому что, температура поля была −26℃, а температура ветра −44℃.
Окленд Рэйдерс (Американская Футбольная Лига)
«Рэйдерс» завершили регулярный сезон с рекордом 13-1. В одном из матчей они выиграли Хьюстон Ойлерз (ныне: Теннесси Тайтенс) со счетом 40:7. За сезон они набрали 468 очков, что больше чем у любой другой команды НФЛ или АФЛ. Три раннинбеки команды набрали, в сумме, 1 510 ярдов. Возвращающий панта, Роджер Берд набрал за сезон 612 ярдов. Оборона Окленда была прозвана «11 злых мужиков». Защитники Окленда были очень агрессивны. Особенно это проявилось в матче с Нью-Йорк Джетс, когда игроки Окленда сломали челюсть квотербеку «Джетс» после сэка.

## Трансляция
В США игру транслировал CBS. Трансляция это игры пропала и вряд ли будет найдена. NFL Films смогла восстановить ход игры.

## Ход матча

### Первая четверть
На первой атакующей игре Окленда Рэй Нитчке пробил блок и буквально перевернул защитника Хьюритта Диксона. Удар был настолько жестоким, что побудил Джерри Грина, обозревателя из Детройт Ньюс, сидевшего в ложе для прессы с коллегами журналистами, сказать, что игра для Хьюритта окончена. «Пэкерз» открыли счёт с 39-ярдовым филд голом Дона Чендлера после прохождения 34 ярдов на их первом владении игры. Тем временем, Рейдеры были вынуждены бить пант на своих первых двух владений.

### Вторая четверть
Затем «Пэкерс» начали своё второе владение на собственной 3-ярдовой линии, и в первые минуты второй четверти они прошли 84 ярда до 13-ярдовой линии рейдеров. Тем не менее, им снова пришлось довольствоваться филд голом Чендлера, чтобы лидировать 6-0. Позже в ту же четверть «Пэкерс» забрали мяч на свою 38-ярдовую линию после панта Окленда. Бэк Доулер обогнал оборону, для того, чтобы сделать 62-ярдовый прием в тачдаун. Лидерство «Пэкерс» увеличилось до 13-0.
После полного доминирования «Пэкерс» до этого момента нападение рейдеров, наконец сделало их следующее владение хорошим продвинувшись на 79 ярдов в 9 розыгрышах и сделав 23-ярдовый пас для тачдауна от Дэрила Ламоники к «ресиверу» Биллу Миллеру. Счёт 13-7 в пользу «Пэкерс» казалось включил защиту Рейдеров, и они вынудили «Пакерз» бить пант на их следующем владении. Возвращающий рейдеров Роджер Берд дал им отличную позицию на поле с 12-ярдовым возвратом к 40-ярдовой линии Грин-Бэй, но Окленд смог добыть только 1 ярд с их следующими тремя розыгрышами. 47-ярдовая попытка филд гола не удалась. Защита Окленда снова вынудила Грин-Бэй бить пант после 3-х игр на последующем владении, но на этот раз после того, как игрок поймал мяч он был поражен защитником и Дик Капп из Грин-Бэй забрал мяч. После двух не пойманных пасов Старр бросил Даулеру для 9-ярдового прохода, чтобы сделать 43-ярдовой филд гол Чендлера. Время истекло в первой половине, давая «Пэкерз» преимущество 16-7.
В перерыве защитник «Пэкерс» Джерри Крамер сказал своим товарищам по команде (имеет в виду Ломбарди): «Давайте сыграем последние 30 минут для старика».

### Третья четверть
Любая надежда что Рейдерам, возможно, придется вернуться, во втором тайме полностью исчезла. «Пэкерс» трижды владели мячом в третьей четверти. Они были с мячом все время кроме двух с половиной минут. На втором владении «Пэкерс» в середине четверти начавшейся на своих 17 ярдах Бен Уилсон прорвался через середину на 14 ярдов в розыгрыше. Андерсон сделал 8 ярдов, и Уилсон сместился в нескольких дюймах от первого дауна. Затем Старр включил один из своих любимых розыгрышей на третьем дауне. Притворяясь Уилсону и выполнить 35-ярдовый пас «уайд ресиверу» Максу Макги, который проскользнул мимо трёх рейдеров на линии скримеджа. Старр не дал поймать мяч Донни Андерсона в конечной зоне. Следующий розыгрыш был остановлен. «Пэкерс» сыграли четвёртый даун для того чтобы сделать 2-ярдовый тачдаун Андерсона который делает счёт 23-7.
Защитник «Пэкерс» Джерри Крамер, должно быть, принял к сведению его просьбу сыграть вторую половину за тренера Ломбарди.
Снова защита «Пэкерс» вынудила Окленда бить пант. «Пэкерс» прошли от своих 39 ярдов до 24 рейдоров и увеличили свое преимущество до 26-7, когда Чандлер ударил свой четвёртый филд гол (который попал в перекладину с 31 ярда и отскочил в ворота).

### Четвёртая четверть
«Пэкерс» перехватили мяч и вернули его на 60 ярдов для тачдауна. Счёт 33-7 в конце игры сделал тачдаун Окленда бесполезным. Фактически это была последняя игра Ломбарди в качестве тренера Пэкера и его девятая подряд победа в плей-офф.